# Михайлов, Константин Константинович
Константин Константинович Михайлов (1910—1994) — советский актёр театра и кино, педагог. Народный артист РСФСР (1967).

## Биография
Родился 10 мая 1910 года в Киеве.
В 1925 году окончил школу-семилетку в Киеве, а в 1927 году — школу-девятилетку в Москве.
В 1927—1929 годах учился на литературном отделении этнологического факультета Московского государственного университета, в 1928—1930 годах — в театральной студии Ю. А. Завадского.
Как артист работал:
- в 1930—1935 годах — артист МХАТа СССР имени М. Горького,
- в 1935—1938 годах — артист Харьковского государственного театра русской драмы,
- в 1938—1941 годах — артист Ленинградского Большого драматического театра имени М. Горького,
- в 1941—1944 годах — артист, педагог, режиссёр театра киноактера при Ташкентской объединенной киностудии (по другим данным — ЦОКС),
- в 1944—1988 годах — артист Государственного академического театра имени Моссовета.

В 1951 году Михайлов окончил Университет марксизма-ленинизма (Филиал при ЦДРИ СССР). В 1962—1983 годах преподавал в ГИТИСе имени А. В. Луначарского, доцент с 3 ноября 1972 года.
Умер 29 мая 1994 года в Москве. Похоронен на Байковом кладбище в Киеве, рядом с отцом.

## Награды
- Заслуженный артист РСФСР (1949).
- Народный артист РСФСР (1967).[1]
- Награждён медалями «За доблестный труд в Великой Отечественной войне» (1946), В память 800-летия Москвы" (1948) и «Ветеран труда» (1976).